# Weinmannia tuerckheimii
Weinmannia tuerckheimii är en tvåhjärtbladig växtart som beskrevs av Adolf Engler. Weinmannia tuerckheimii ingår i släktet Weinmannia och familjen Cunoniaceae. Inga underarter finns listade i Catalogue of Life.